# يوزو ياماموتو
يوزو ياماموتو (باليابانية: 山本有三)‏ (27 يوليو 1887 في توتشيغي، توتشيغي - 11 يناير 1974 في أتامي، شيزوكا) روائي، وكاتب، وسياسي من اليابان.

## الجوائز
- وسام الثقافة
- صاحب الاستحقاق الثقافي  [لغات أخرى]‏